# Santaizi ATP Challenger
Il Santaizi ATP Challenger è un torneo professionistico di tennis giocato su campi in sintetico indoor. Fa parte dell'ATP Challenger Tour. Si gioca annualmente dal 2014 al Centro sportivo dell'Università Nazionale di Taiwan a Taipei, la capitale di Taiwan.

## Albo d'oro

### Singolare
| Anno       | Campione      | Finalista           | Punteggio           |
| ---------- | ------------- | ------------------- | ------------------- |
| 2024       | Adam Walton   | Illja Marčenko      | 3–6, 6–2, 7–6(3)    |
| 2020- 2023 | Non disputato | Non disputato       | Non disputato       |
| 2019       | Dennis Novak  | Serhij Stachovs'kyj | 6–2, 6–4            |
| 2018       | Yuki Bhambri  | Ramkumar Ramanathan | 6–3, 6–4            |
| 2017       | Lu Yen-hsun   | Tatsuma Itō         | 6–1, 7–6(4)         |
| 2016       | Daniel Evans  | Konstantin Kravčuk  | 3–6, 6–4, 6–4       |
| 2015       | Samuel Groth  | Konstantin Kravčuk  | 6(5)–7, 6–4, 7–6(3) |
| 2014       | Gilles Müller | John-Patrick Smith  | 6–3, 6–3            |

### Doppio
| Anno       | Campioni                             | Finalisti                              | Punteggio        |
| ---------- | ------------------------------------ | -------------------------------------- | ---------------- |
| 2024       | Ho Ray Nam Ji-sung                   | Toshihide Matsui Kaito Uesugi          | 6–2, 6–2         |
| 2020- 2023 | Non disputato                        | Non disputato                          | Non disputato    |
| 2019       | Sriram Balaji Jonathan Erlich        | Sander Arends Tristan-Samuel Weissborn | 6–3, 6–2         |
| 2018       | Matthew Ebden (2) Andrew Whittington | Prajnesh Gunneswaran Saketh Myneni     | 6–4, 5–7, [10–6] |
| 2017       | Marco Chiudinelli Franko Škugor      | Sanchai Ratiwatana Sonchat Ratiwatana  | 4–6, 6–2, [10–5] |
| 2016       | Hsieh Cheng-peng Yang Tsung-hua      | Frederik Nielsen David O'Hare          | 7–6(6), 6–4      |
| 2015       | Matthew Ebden (1) Wang Chieh-fu      | Sanchai Ratiwatana Sonchat Ratiwatana  | 6–1, 6–4         |
| 2014       | Samuel Groth Chris Guccione          | Austin Krajicek John-Patrick Smith     | 6–4, 5–7, [10–8] |